# الحزب الوطني الاشتراكي
الحزب الوطني الاشتراكي حزب أردني نشط في خمسينيات القرن العشرين. استطاع الحزب تشكيل حكومة سليمان النابلسي وهي أول حكومة برلمانية في تاريخ الأردن عام 1956 م؛ بعد تحالف مع الأحزاب القومية واليسارية آنذاك.